# Провулок Тайберів (Житомир)
Провулок Тайберів — провулок в Богунському районі Житомира. Названий на честь родини житомирських підприємців польсько-німецького походження 19-20 ст., підприємство котрих було поряд з провулком.

## Розташування
Знаходиться у місцевості, відомій за неофіційною назвою Чулочка; на теренах історичної місцевості Кокоричанка.

## Історія
До середини ХХ століття землі за місцем розташування провулка були переважно вільні від забудови, де також знаходився господарський двір та споруди колгоспу «Друкар-Колективіст», створеного у 1930-х роках за ініціативою житомирських поліграфістів на території колишнього хутора Кокоричанка.
Провулок та його садибна забудова формувалися протягом 1950 — 1960-х рр.
До 19 лютого 2016 року називався 1-й Колгоспний провулок. Відповідно до розпорядження Житомирського міського голови від 19 лютого 2016 року № 112 «Про перейменування топонімічних об'єктів та демонтаж пам'ятних знаків у м. Житомирі», перейменований на провулок Тайберів.